# クフ
クフ（Khufu）、またはクヌム・クフ（Khnum-Khufu）は、古代エジプトの王。古王国前半（紀元前26世紀）のエジプト第4王朝を統治した。クフは第4王朝の第2代王であり、前王のスネフェルから王位を継承した。一般的に世界七不思議の一つ、ギザの大ピラミッドを建造させた人物であるとされているが、彼の治世に関する記録は少ない。
クフの姿を確認することができる完全な状態で残った肖像は、1903年にアビュドスにある後世の神殿遺跡から発見された3インチの大きさの象牙製の像が唯一の例である。他のレリーフと彫像は断片しか見つかっておらず、彼が建てた建造物の多くは失われている。ギーザにある彼のネクロポリスから発見された碑文と後世作られた文学作品から得られる情報がクフについて知られている全てである。
クフは後世の文学作品にも登場する。代表例としては第13王朝時代に作られたウェストカー・パピルスと呼ばれる文書にかかれた物語がある。この物語においてクフは主要登場人物の一人として登場している。
クフに言及する歴史的物語の大半は紀元前1千年紀の後半にエジプト人とギリシア人が書いたものである。古代の歴史家マネト、ディオドロス、ヘロドトスは彼の性格を非常に否定的に伝えている。これらの記録によって、クフの人格について影のある否定的なイメージが残されている。

## 王名
|                |     |    |     |
| \| \| \| \| \| |     |    |     |
|                |     |    |     |
| Aa1            | G43 | I9 | G43 |

| Aa1 | G43 | I9 | G43 |

|                |     |    |     |
| \| \| \| \| \| |     |    |     |
|                |     |    |     |
| Aa1            | G43 | I9 | G43 |

| Aa1 | G43 | I9 | G43 |

彼は日本語圏では一般的にクフ（[ˈkuːfuː] KOO-foo、我は守護されている）の名で知られている。この名前は、より正式な形ではクヌム・クフ([ˈknuːmˈkuːfuː] KNOOM-koo-foo 我はクヌム神に守護されている)である。文字通り彼の名前は大地の神クヌムに捧げられている。このことは当時のクヌム神の人気と宗教的重要性の増大を示すものであるかもしれない。
古代エジプトの王は時代による変化はあるが、ホルス名、二女神名、誕生名等、複数の王名を使用していた。「クフ」もまた複数の名前を持っていたが、一般的には誕生名である「クフ」の名で知られている。この名前はカルトゥーシュと呼ばれる外枠に囲まれて表記されていた。この時代に導入されたいくつかの王名、宗教的称号は、エジプトの王達が、王名を特定の神に関連づけることで自身の神聖な出自と地位を強調する事を望んでいたことを示す物であろう。クフは自身を創造と成長を司る大地の神クヌムから全権を与えられた者と見なしていたかもしれない。それ故に彼の王名はクヌム神と結びつけられた。
この王は公式に二つの誕生名（クヌム・クフ 及び クフ）を使用している。最初の（完全な）王名はクフのクヌム神に対する宗教的忠誠を明確に表している。第二の（短縮された）王名はそうではない。なぜ短縮された王名が使われたのかはわかっていない。短縮されたことでクフの名前とクヌム神の繋がりは隠されてしまっている。しかし、（絶対にないとは言い切れないが）短い名前は他のどの神にも結び付かないということはないであろう。
クフのホルス名はメジェドゥ（Mejedw） である。ホルス名は王がホルス神の化身であることを表す名前であり、発掘された同時代の記録ではこの名前が用いられている。
西欧圏ではクフはケオプス（Khêops または Cheops ,[ˈkiːɒps], KEE-ops; ギリシア語: Χέοψ）という名前で良く知られている。これはヘロドトスとディオドロスが伝えたギリシア語化された名前である。
また西欧でも一般的には使われないが、マネトによるスフィス（Súphis, [ˈsuːfɪs] SOO-fis; ギリシア語: Σοῦφις）という名前も伝わっている。クフのより珍しい名前として、ヨセフスが使用したソフェ（[ˈsɒfiː] SO-fe; ギリシア語: Σόφε）という物もある。スフィス、ソフェともにギリシア語訛による名称である。エジプト語から発達したコプト語では「クフ」（Khufu）の発音が後に「シュフ」（Shufu）となり、それがギリシア語文書に登場する「スフィス」等の王名に繋がった。
ピラミッドについての神秘的な物語を伝えるアラブの歴史家達は、ピラミッドの建設者ス―リード（Saurid）の物語を残しているが、この頃にはピラミッドの建設の歴史は神秘と驚異の中に埋もれており、古代の王クフの記憶は失われている。

## 家族

### クフの出生

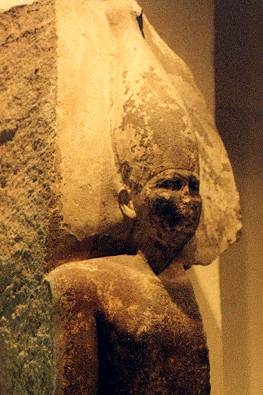
スネフェルの肖像（クフの父親か継父）

クフの王室はかなり巨大である。クフが前王スネフェルの生物学的な意味での息子であると断定はできないが、主流のエジプト学者はクフはスネフェルの息子であると考えている。しかし、それは後世の歴史家が長男または選ばれた息子が王位を継承すると伝えたからである。1925年に王妃ヘテプヘレス1世の墓、G 7000xがクフのピラミッドの東で発見された。その墓は貴重な副葬品を含んでおり、いくつかの碑文によってスネフェル王の名前を伴って彼女の称号ムト・ネスウト（Mwt-nswt 「王の母」）が見つかった。従って、ヘテプヘレス1世がスネフェルの妻であり、クフの両親であることは明白と思われた。しかし、近年ではこの説に疑問を抱く者もいる。これはヘテプヘレスは女王位を確認するために不可欠の称号ヘメト・ネスウト（Hmt-Nswt 「王の妻」）を負う事が確認されていないからである。
この配偶者の称号の代わりにヘテプヘレスが持つ称号は唯一サート・ネチェル・ケテフ（Sat-netjer-khetef 逐語的には「神聖な肉体の娘」、象徴的には「王の肉体の娘」）である。この称号はこの時初めて登場する。このことから、一部の研究者はクフはスネフェルと血縁が無いかもしれないと考えている。しかし、スネフェルは婚姻によってクフの王室内での地位を正統な物とした。彼の母親を生きた神の如き存在として崇拝することでクフの新たな地位が保証された。この説は、クフの母が夫のネクロポリスではなく、息子のそばに埋葬されたという事実によって支持されるかもしれない。

### 家系
以下のリストはクフの現在判明している家族の構成員である。

両親：
- スネフェル：恐らくクフの父親であり、或いは継父であるかもしれない。有名な王であり三つのピラミッドを建造した。
- ヘテプヘレス1世：恐らくクフの母親。スネフェルの妻であり、ギーザで発見された彼女の貴重な副葬品がよく知られている。

妻
- メリタテス1世：クフの最初の妻。

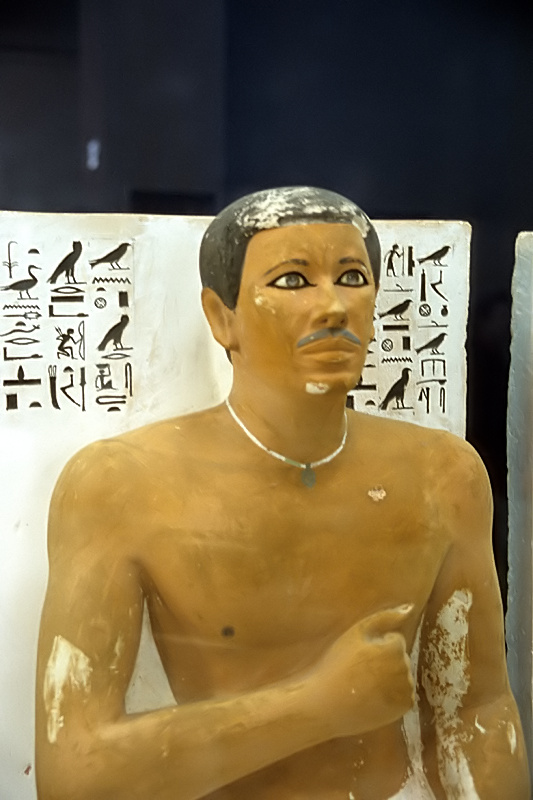
クフの兄弟ラーヘテプ（Rahotep）の肖像

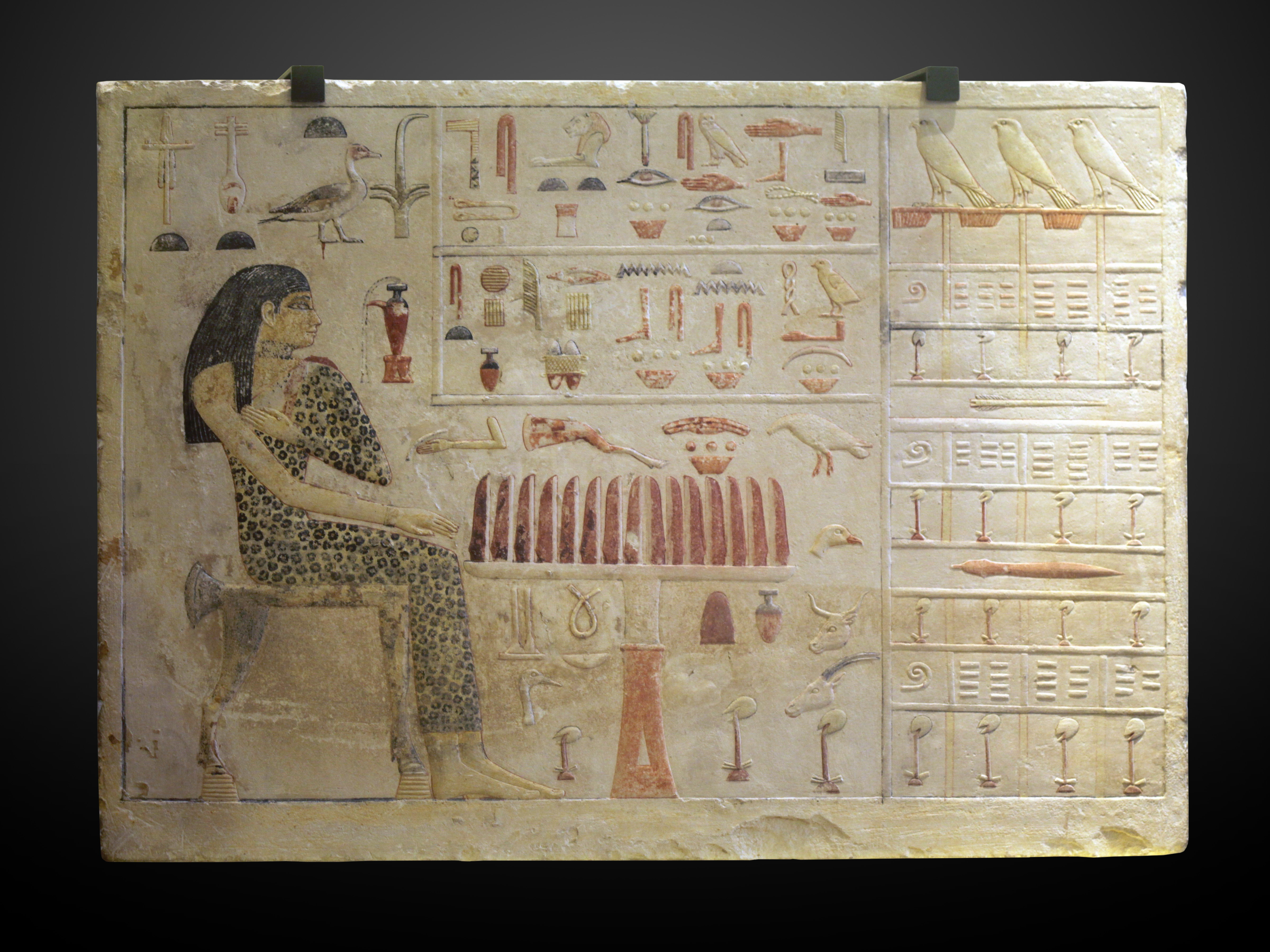
恐らくクフの娘ネフェルティアベト（Nefertiabet）の記念碑

- ヘヌトセン：クフの第二の妻。彼女は有名なInventory Stela（英語版）と呼ばれる石碑によって言及されている。

兄弟と姉妹
- ヘテプヘレス：アンカフ（Ankhhaf）の妻。
- アンカフ： 長男。
- ネフェルマート：異母兄弟；メイドゥームに埋葬された。；有名な「鵞鳥のマスタバ」の主。
- ラーヘテプ：年少の兄弟か異母兄弟。彼と彼の妻ノフルト(Nofret)の等身大の二つの彫像が見つかっている。

クフの息子達
- カワブ：恐らく長男であり王太子。彼はクフの治世が終わる前に死亡し、王位を継承することはなかった。
- ジェドエフラー：ラージェドエフ（Radjedef）またはラトイセス（Ratoises）としても知られる。クフの最初の後継者となった。
- カフラー：クフの第二の後継者である可能性が高い。
- バウエフラー
- ジェドエフホル：ホルジェドエフ（Hordjedef）としても知られる。ウェストカー・パピルスに登場する。
- ババエフ1世：クヌム・バエフ1世(Kunum-baef I)としても知られる。
- クフカフ1世：カエフクフ1世（Kaefkhufu I）としても知られる。
- ミンカフ1世
- ホルバエフ

クフの娘達
- ネフェルティアベト：彼女の美しい石碑によって知られる。
- ヘテプヘレス2世：王子カワブの妻。後に王となったジェドエフラーと結婚した。
- メレスアンク2世
- メリタテス2世：アケトヘテプ（Akhethotep）と結婚した。
- カメレルネブティ1世：カフラー王の妻であり、メンカウラー王の母。

孫
- ドゥアエヌホル（Duaenhor）：カワブの息子であり、恐らく最年長の孫。
- カエムセケム：カワブの次男。
- ミンジェドエフ：カワブの息子、ジェドエフミン（Djedefmin）としても知られる。
- ジャティ：ホルバエフとメレスアンク2世の息子
- ネフェルトカウ3世：ホルバエフとメレスアンク2世の娘。
- イヌミン1世：カフラーの息子
- メンカウラー：カフラーの息子、後に王となる。
- ホルニト：ジェドエフラーの息子
- バカ：ジェドエフラーの息子
- セトカ：ジェドエフラーの息子
- ニカウジェドエフラー：ジェドエフラーの息子
- ヘテプヘレス：ジェドエフラーの娘
- ネフェルヘテペス：ジェドエフラーの娘

甥と姪
- ヘムオン（Hemiunu）：クフの大ピラミッド建造を指揮した。

## 治世

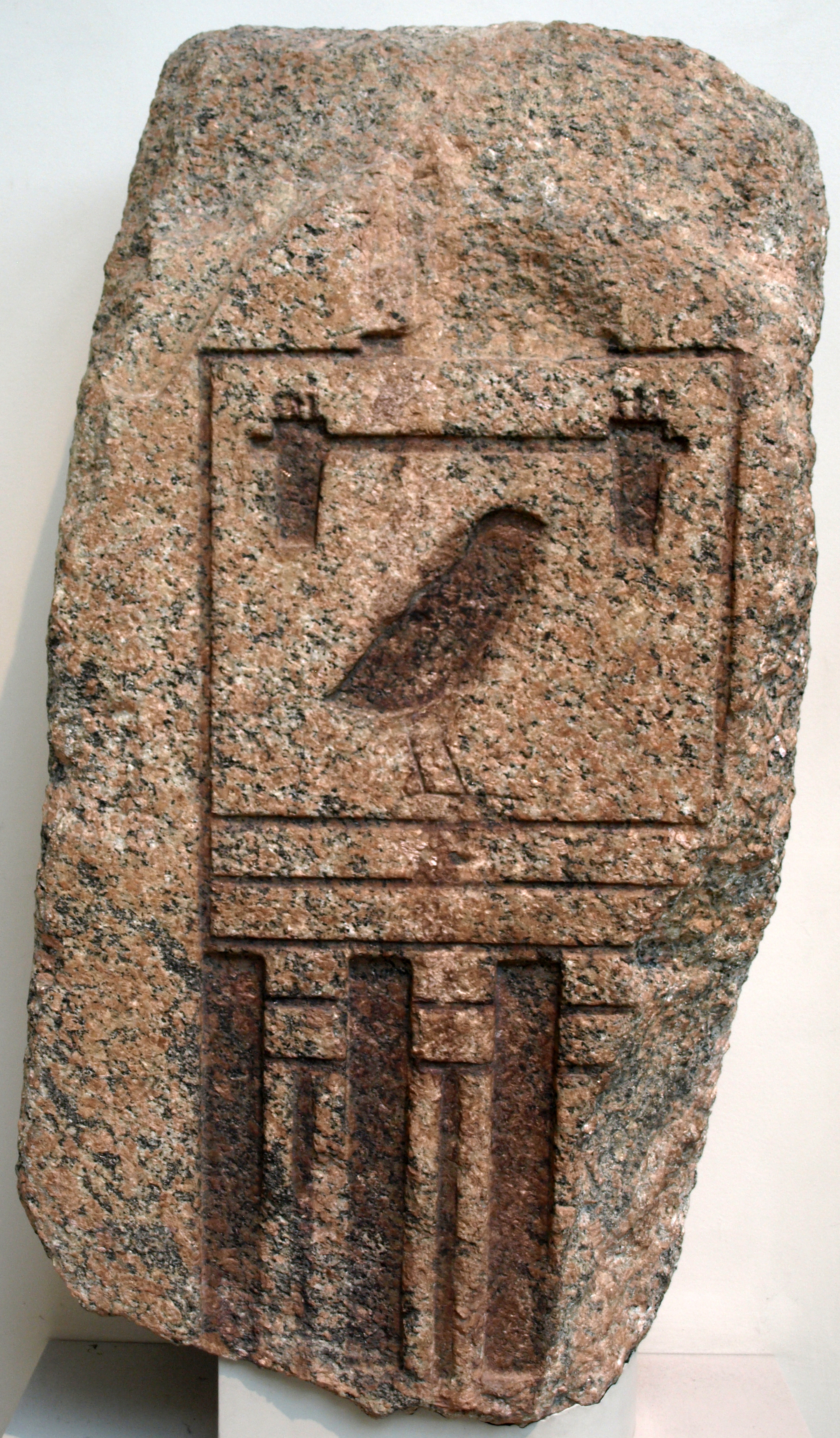
クフのホルス名メジェドゥを刻んだ花崗岩の断片。

### 在位期間
クフがどの程度の期間エジプトを統治したのかは未だに明白ではない。なぜならば、後世の歴史的文書は相互に矛盾し、同時代の資料は乏しいからである。第19王朝時代に作成されたトリノ王名表はクフに23年の在位年数を与えているが、古代の歴史家ヘロドトスは50年とし、マネトは63年としている。これらの数値は現在では古くなった情報源の誇張もしくは誤読によるものと考えられている。
クフの同時代史料として三つの重要な情報がある。一つ目はリビア砂漠のダフラ・オアシスで発見されたもので、クフのホルス名を含む「メフェトの旅行、ホル・メジェドゥの下で13回牛を数えた後」という記事が石碑に刻まれている。
第二の記録は、クフのピラミッドの埋葬室の上にある重力軽減の間から発見された。これらの碑文は「クフの友人達」という名前を与えられた労働者達に言及しており、そのそばに「17回目の牛を数える年」という記述がある。
そして、第三の記録としてワジ・アル・ジャルフから、正しい治世年数を得るためのこれまでにない証拠が得られた。発見されたいくつかのパピルス断片には、現在のワジ・アル・ジャルフにあった王室用の港からの手書きの報告書が含まれている。この記録は、「ホル・メジェドゥ（Hor-Mejedw）の下で13回牛を数えた後の年」に貴重な鉱石とトルコ石を積んだ王室専用の船が到着したことを述べている従って、クフの治世で最もよく知られる特定された年は「13回牛を数えた後の年」である。
現代のエジプト学者達はクフの在位年数の謎を明らかにするためにスネフェルの治世に注目している。彼の時代、牛は2年に1回数えられていた。この牛を数えるという行為はエジプト全土で行われる税金の徴収額を決定する経済的イベントであった。同時代史料とパレルモ石碑文の最新の研究は、クフ王治世下でもこれまで考えられていたように牛は毎年ではなく2年に1回数えられていたという説を強化している。
トーマス・シュナイダー、マイケル・ハース、ライナー・シュタデルマンのようなエジプト学者達は、トリノ王名表の編者が古王国時代前半に牛の頭数確認が隔年で行われていたことを考慮していたのかどうか疑問視している。第19王朝時代にはこの課税は毎年行われていた。
要約すると、もし重力軽減の間の碑文を、2年に1回の牛の頭数確認に基づいて解釈するならば、クフは34年以上在位していたことになる。もしトリノ王名表の編者が隔年の課税という古い制度を考慮していないとするならば、クフは46年間在位したという風に読み取れる。

### 政治
エジプト内外におけるクフの政治についての情報は極僅かである。クフの行動はいくつかの建築記念碑と彫像で記録されている。クフの名前はエルカブとエレファンティネ、そしてハトヌブにある採石場の碑文に登場する。サッカラでは二つのテラコッタ製のバステト像が見つかっており、クフのホルス名が刻まれている。それらは中王国時代にサッカラに置かれたが、その作成年次はクフの治世まで遡れる。

#### ワジ・マグハレフ

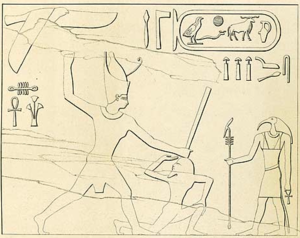
ワジ・マグハレフで発見されたクフを描いたレリーフ

シナイのワジ・マグハレフで、上下エジプト王冠を被ったクフを描いた石碑が発見された。クフはトルコ石と銅の鉱山を探させるために、いくつかの遠征隊を送った。セケムケト、スネフェルやサフラー等、見事なレリーフで描かれている他の王達のように、クフはその二つの貴重な鉱石を探していた。クフはまた、ビュブロスとの接触を図り、銅製の道具と武器をレバノン杉の木材と交換する事を目論んで遠征隊を派遣した。この種の木材は巨大で堅固な葬儀用の船を建造するのに不可欠で、その実例は大ピラミッドで発見されている
。

#### ワジ・アル・ジャルフ
クフの治世の政治についての新たな証拠は最近になって東部エジプトの紅海に面した古代の港ワジ・アル・ジャルフで発見された。この港の痕跡は既に1823年にジョン・ガードナー・ウィルキンソンとジェームズ・ブルトンによってエジプトの東海岸で発掘されていたが、すぐに放棄され忘れ去られていた。1954年、フランス人の学者フランソワ・ビセー（François Bissey）とルネ・シャボー・モリソウ（René Chabot-Morisseau）がこの海岸を再発掘したが、スエズ危機のためにこれも短期間で中断した。2011年7月、French Institute of Oriental Archeology (IFAO)の主催で、フランスのエジプト学者ピエール・タレー（Pierre Tallet）とグリゴリー・マフラー（Gregory Marouard）が指揮する考古学チームが同じ場所で発掘を再開し、数百のパピルス片を発見した。
これらのパピルスのうち10枚は非常に保存状態が良い。文書の大部分はクフの治世第27年の物であり、中央政府が船員と港湾労働者にどのように食料と道具を送ったかを説明している。この重要な文書は古王国時代の典型的なフレーズによって保護されており、王自身に宛てられた物である。クフの名前は彼のホルス名で登場している。これは王が存命中である場合の典型的な書式であり、もし支配者が既に鬼籍に入っていた場合には彼のカルトゥーシュ名（即位名）か誕生名が使われた。また同時代の極めて興味深い文書に、大ピラミッドの建設関係者メリラーの日記がある。現代の研究者はこの日記を使ってメリラーの人生のうちの三か月間を再構築することができ、第4王朝時代の人々の生活に新たな知見を齎した。これらのパピルスはエジプトで発見された刻印されたパピルスの最初期の例である。石灰岩でできた港の壁で見つかった別の碑文では、商品交換を支配する王室書記官長イドゥ（Idu）が言及されている。
クフのカルトゥーシュ名はまた、遺跡の重い石灰岩のブロックにいくつか刻まれている。この港は戦略的、経済的にクフにとって重要であった。なぜなら船団がシナイ半島南端のトルコ石、銅や鉱石等貴重な物資を運んできたからである。このパピルス片はいくつかの商品品名を示す保管リストを含んでいる。また、ワジ・アル・ジャルフの対岸にあるシナイ半島西岸の港についても言及している。それは古代の港テル・ラス・ブドランであり、1960年にグレゴリー・マフラーによって発掘された。このパピルスと要塞は、史上初めて紅海を渡る航路を明らかにしている。これはエジプトで考古学的に検出された最も古い航路である。タレーによれば、この港は黄金の地プントへの探検が始まった古代エジプトの伝説的な外洋港であるかもしれない。

## 記念碑と彫像

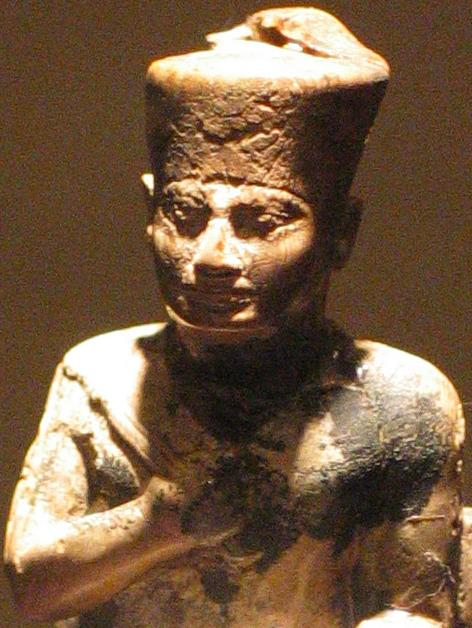
象牙製のクフ王像詳細

### 彫像
ほぼ完全な状態で現存するクフの三次元の描写は、クフ王像として知られる小さな象牙製の小立像のみである。これは下エジプトの赤色王冠を被った王の姿を描いている。この王像は低い背もたれの玉座に座っており、彼の膝の左側面にそのホルス名メジェドゥ（Medjedu）が記されている。そして右側面にはクヌム・クフ（Khnum-Khuf）と書かれたカルトゥーシュ名の僅かに残った下部の部分が見える。クフは左手に王笏（flail）を持ち、右手は右足に下の腕と一緒に乗っている。この小立像はフリンダーズ・ピートリーによってアビュドスのそばにあるコム・エル・スルタンから1903年に見つかった。当時、像の頭部分が無くなったが、ピートリーによればそれは発掘中の事故によるものである。ピートリーは発見の重要性を認識した後、全ての作業を止めて頭を探し、見つけ出した労働者には報奨金を与えた。三週間後、部屋の瓦礫の中から厳しい振るい分けによって頭が見つかった。今日、この小さな像は復元されてエジプト考古学博物館の32号室で展示されている。目録番号はJE 36143である。
多くのエジプト学者はこの像はクフ王時代の物であると考えている。しかし、ザヒ・ハワス等、幾人かの学者は第26王朝時代の複製品であると考えている。彼はコム・エル・スルタンとアビュドスで第4王朝時代の建物が発掘されたことは全くないと主張する。さらに彼は、クフの顔が異常に潰れておりバランスが悪く親しみやすさが表現されていないことに注目する。ハワスはスネフェル、カフラー、メンカウラー等、同時代の王像の顔の表現と比較し、この3人の王達の顔はとても美しくすらっとしており親しみやすい表現を持っていることを指摘する。これは理想化された王の姿を表現する意思の表れであり、写実主義に基づいてはいない。一方、象牙製のクフ像の外観は芸術家がプロフェッショナルな対応をすることに留意していないように見える。そしてクフ自身は、このような比較的見栄えの良くない作品を並べることを許可したことはなかったとする。そしてハワスは最後に、小立像が座っている種類の玉座は古王国時代の芸術的な表現と一致しないと述べる。古王国時代の玉座は王の首まで届く背もたれを持っていた。しかしハワスにこの像が後世再現されたものであることを確信させる究極の証拠は、クフが左手に持つ王笏にあるネヘネク（Nehenekh）というフレーズである。このような記章を持つ王笏を持った王の描写は、中王国時代以前には登場していない。ザヒ・ハワスは従って、この小立像は恐らくアミュレットか幸運のお守りとして信心深い市民に売られていたものであろうとする。

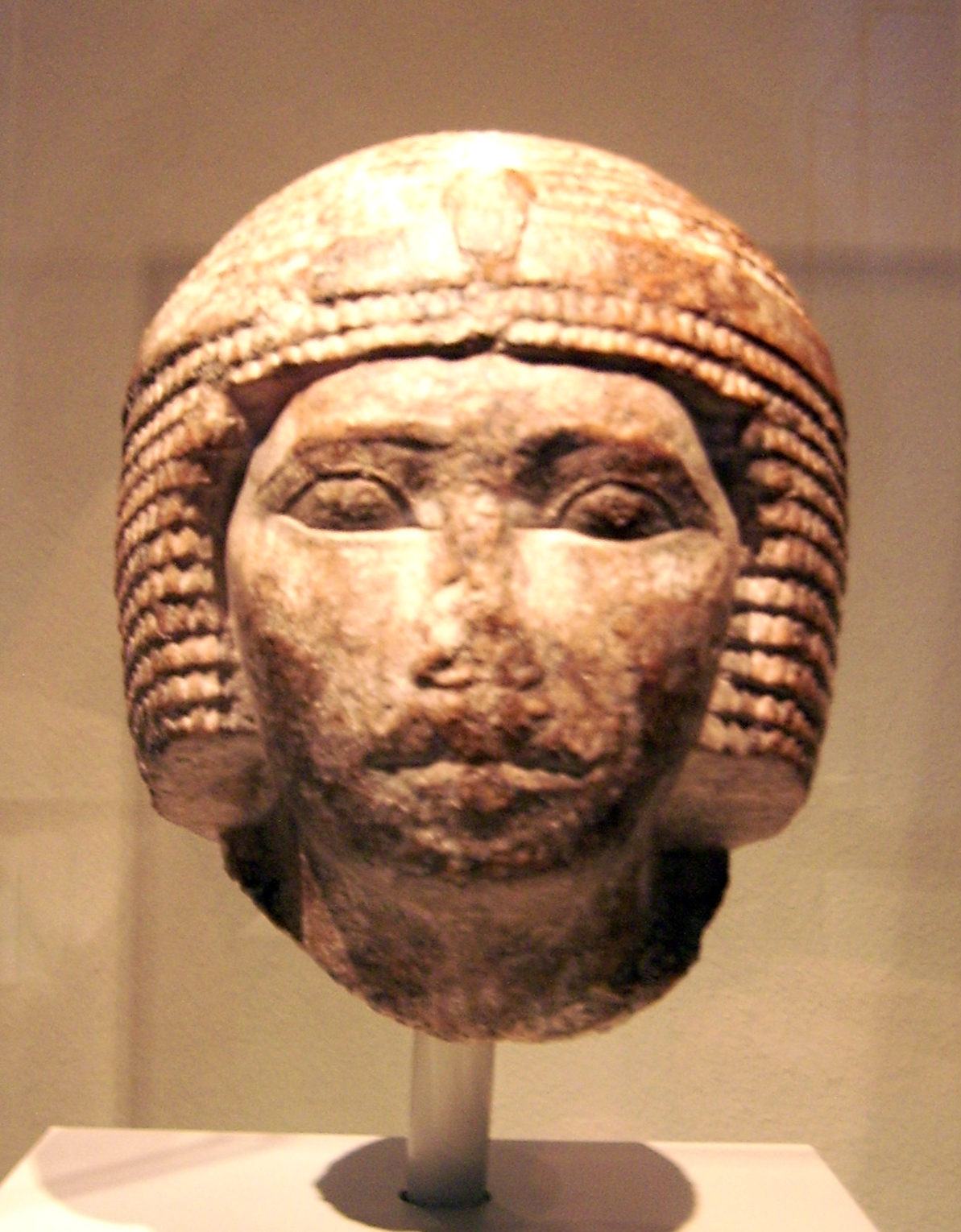
旧博物館 (ベルリン)で展示されているクフの象牙製の頭

この小立像はクフ王の唯一の現存する像であると言われることが多いが、これは必ずしも正しくはない。サッカラで2001年と2003年に行われた発掘でライオンの女神（恐らくバステトかセクメト）を描写した一対のテラコッタ製の像が現れた。彼女の足元には子供のような二人の人物が残されている。右側の小像はそのホルス名によってクフであることが特定できる。左側は第6王朝の王ペピ1世である。彼は誕生名で書かれている。ペピの小像は神から離れた位置にあり分離されていたので、後付けで追加されたことは明白である。これは古王国の典型的な彫像群の表現と一致しない。通常、全ての像は一体のユニットとして作成された。どちらの群像も同様の大きさと縮尺で作られており、唯一の違いはライオンの女神が笏を持っていることである。発掘者はこの彫像が壊れた後、中王国時代に復元されたことを指摘した。ただし修復の理由は王像に対する崇拝よりも、女神に対する関心の故であったようであり、王名は石膏で隠されていたようである。
パレルモ石はその断片C-2は、クフのために銅と黄金製の巨大な像が二つ作られたと伝えている。
更に複数のアラバスターとトラバーチンの座像の断片が、ジョージ・レイスナー（George Reisner）によるギーザでの発掘で発見されている。それらはかつてクフの完全な王名が刻まれていた。今日、「クフ」または「クヌム・クフ」という名前が完全に、もしくは部分的に残されている。小さな座像に残された断片の一つは、座っている王の足に見ることができる。その右側に名前「...fu」がカルトゥーシュに囲まれて見える。そして容易にカルトゥーシュ名クフを復元できる。
更に二つの遺物がen:Roemer- und Pelizaeus-Museum Hildesheimで展示されている。これらもまたアラバスター製である。一つは頭部が猫の女神（恐らくバステトかセクメト）である。彼女の右腕の位置は、この半身像がよく知られているミュケリノス（メンカウラー）の三神像と同じ種類の物に属していたことを示唆している。
クフのものであったかもしれない複数の頭像がある。そのうちの一つは「ブルックリンの頭（Brooklyn head）」と呼ばれ、ニューヨーク市のブルックリン美術館にある。その像はピンク色の花崗岩で作られ、54.3センチメートルの大きさがある。その太った頬の表現から、その頭像はクフかフニの物であると考えられている。同様の物がミュンヘンで州のエジプト美術コレクションとして展示されている。その頭は石灰岩でできていて比較的小さく5.7センチメートルの大きさしかない。

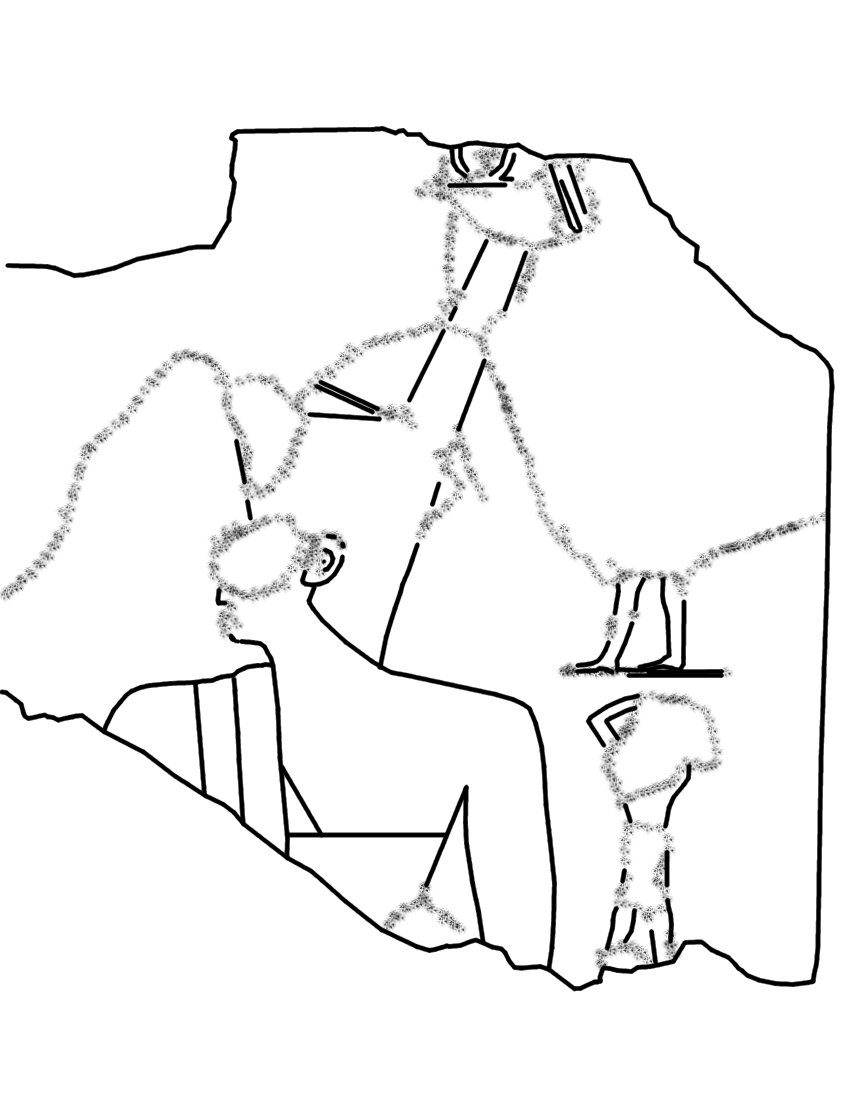
赤色王冠を被ったクフを表現するレリーフの断片

### レリーフ
クフは彼のネクロポリスその他に散在するレリーフの断片に描かれている。全てのレリーフは繊細に研磨された石灰岩でできている。これらの一部は、崩壊したピラミッドの神殿と、崩れた壁で完全に覆われた破損した街道から見つかっている。他の物はリシュト、タニスとブバスティスにあるアメンエムハト1世のピラミッドのネクロポリスで再利用されていたものである。レリーフ片の一部は「神々の聖域を建造した」というフレーズと共に、クフのカルトゥーシュが残されている。別の一つは花で飾られた太った牛の列を示している。この牛達は明らかに奉納行事における生贄として用意されたものである。この碑文はこれらを「クフに侍るテフェフ（Tefef）共」「クフの美しい雄牛」「クフのために嗚咽する（もの）」と呼ぶ。更に別の物は王の戦い描写した最も初期の物として知られる戦闘シーンを描いている。その図像は射手が弓を引く姿を描いていることから「準備する射手（archers prepare）」と呼ばれている。最後の例として、上下エジプト王冠を被った王がカバを刺突する姿を描いた物がある。
また、シナイのワジ・マグハレフでクフの名前と称号を含む「ホル・メジェドゥ、クヌム・クフ、ビクジ・ネブ（Bikuj-Nebu）、偉大な神、蛮族を討つ者。全てを守る者。命は彼と共にある。」という文章を伝える石碑が発見された。文章の調子はスネフェル王の物とよく似ており、クフが上下エジプト王冠を被っている場面ではそばにトート神が描かれている。別の場面ではクフはアテフ（Atef）冠を被り敵を討っている。この場面ではウプウアウト神が登場している。
興味深いことに大多数のレリーフでクフ王による神への奉納が表現されていない。これはスネフェルと、メンカウラー以後の全ての王達のレリーフが神への奉納を示していることを考えると、クフ王のレリーフの顕著な特徴である。この神に対する忠誠の描写の欠如は、後世のギリシア人の歴史家達の、クフが全ての神殿を閉鎖しいかなる犠牲を捧げることも禁止したという物語に影響を与えた可能性がある。

### ネクロポリス

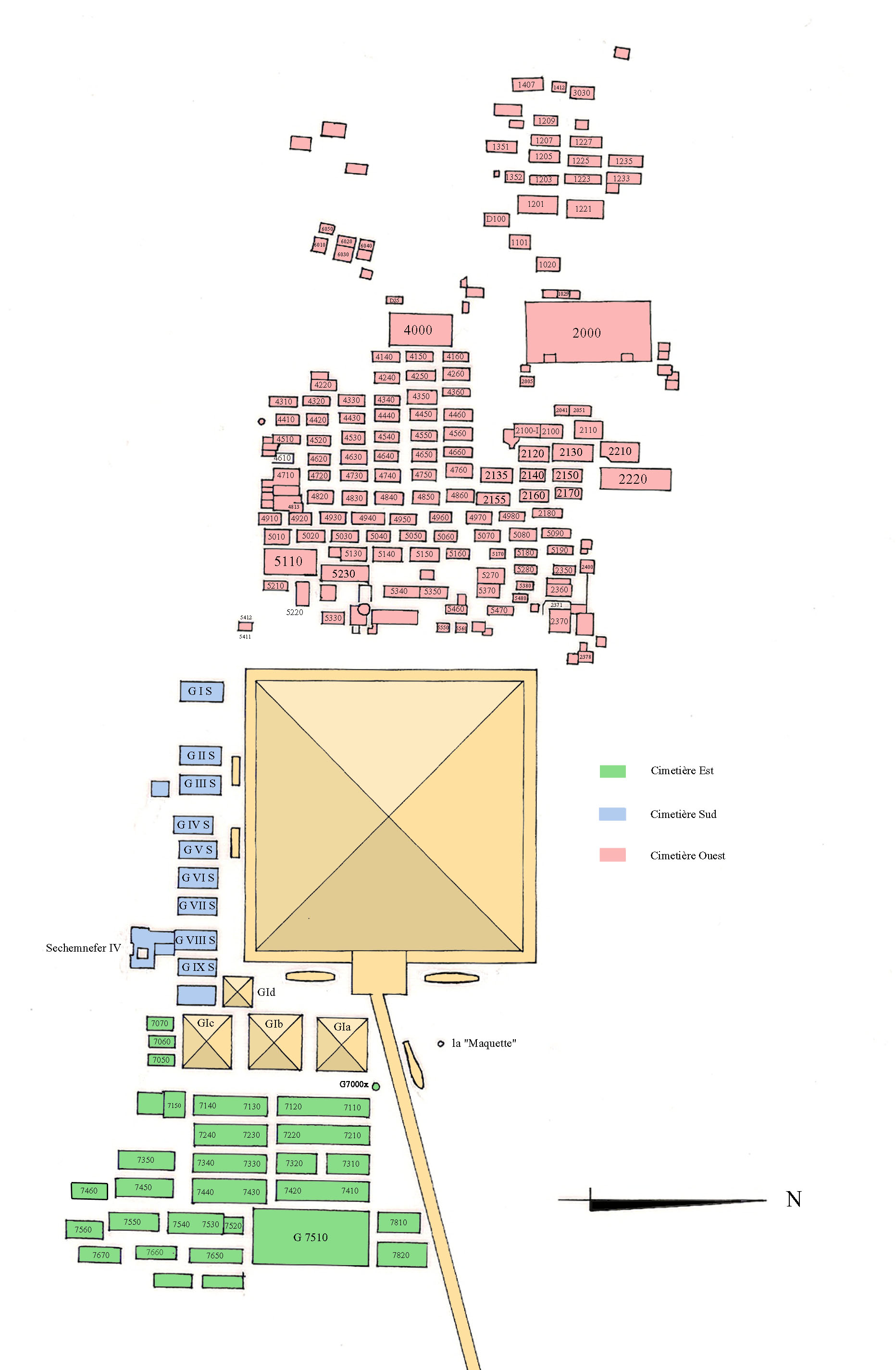
クフ王のネクロポリスの地図。右側が北である。

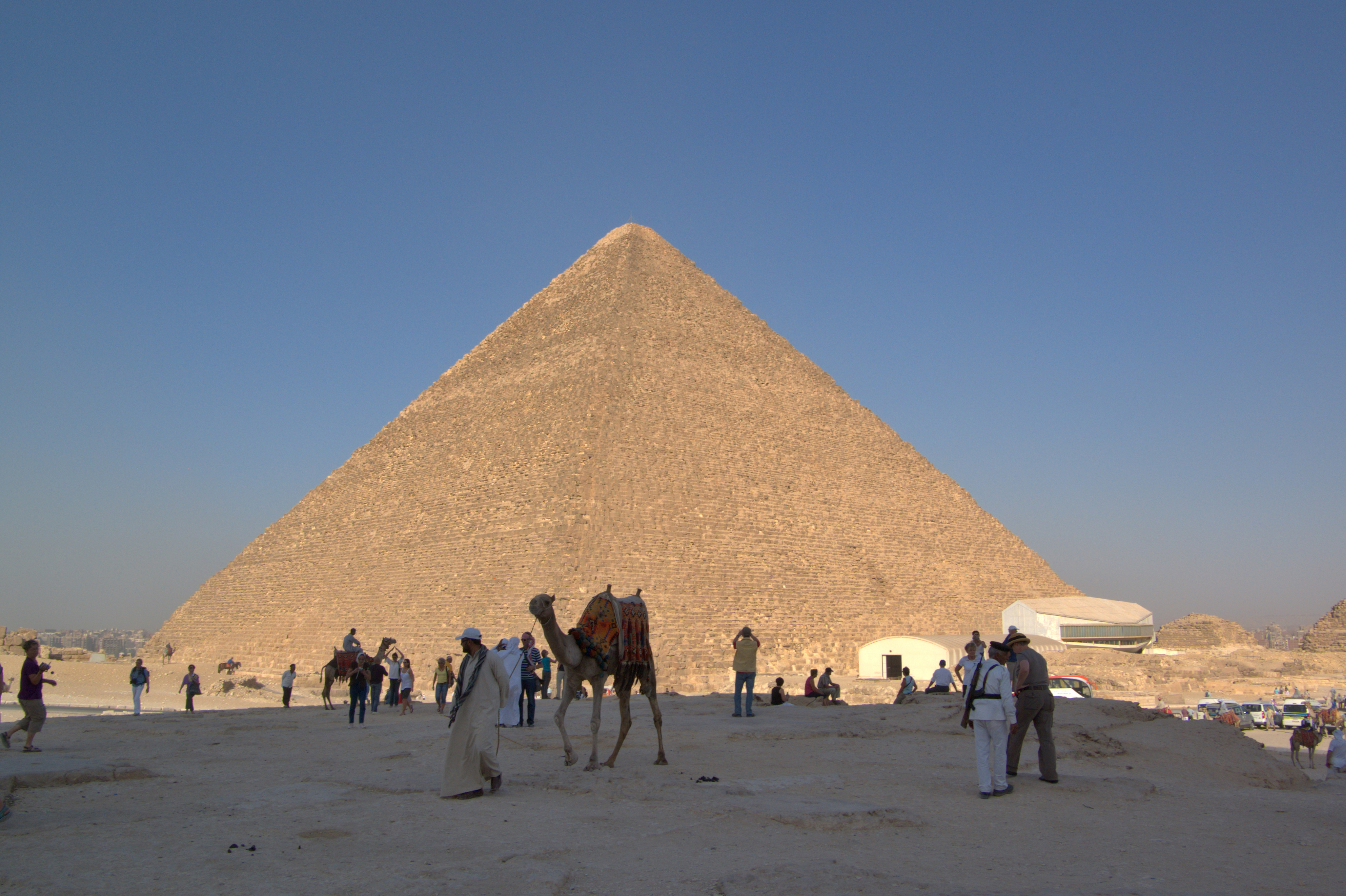
大ピラミッド.

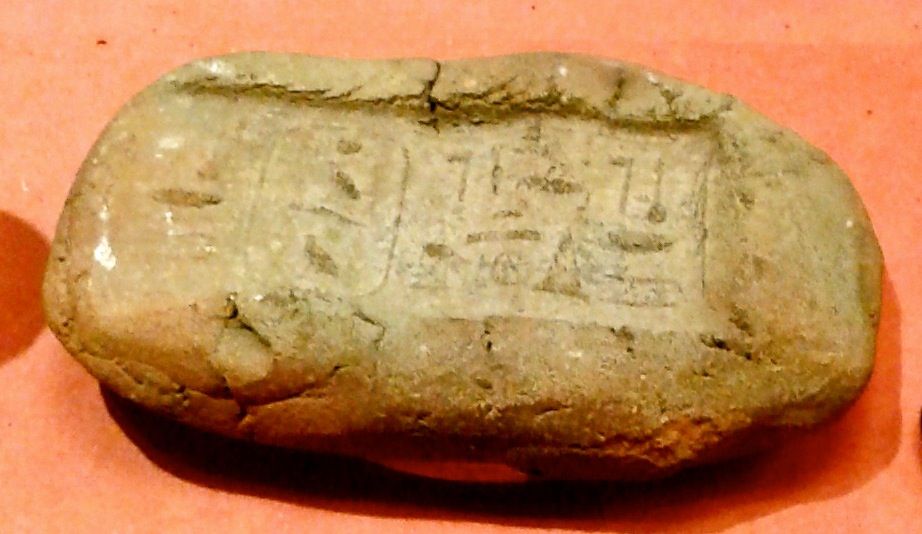
彼のネクロポリスアケト・クフ（Akhet-Khufu）の名を伴うクフ王の印影。

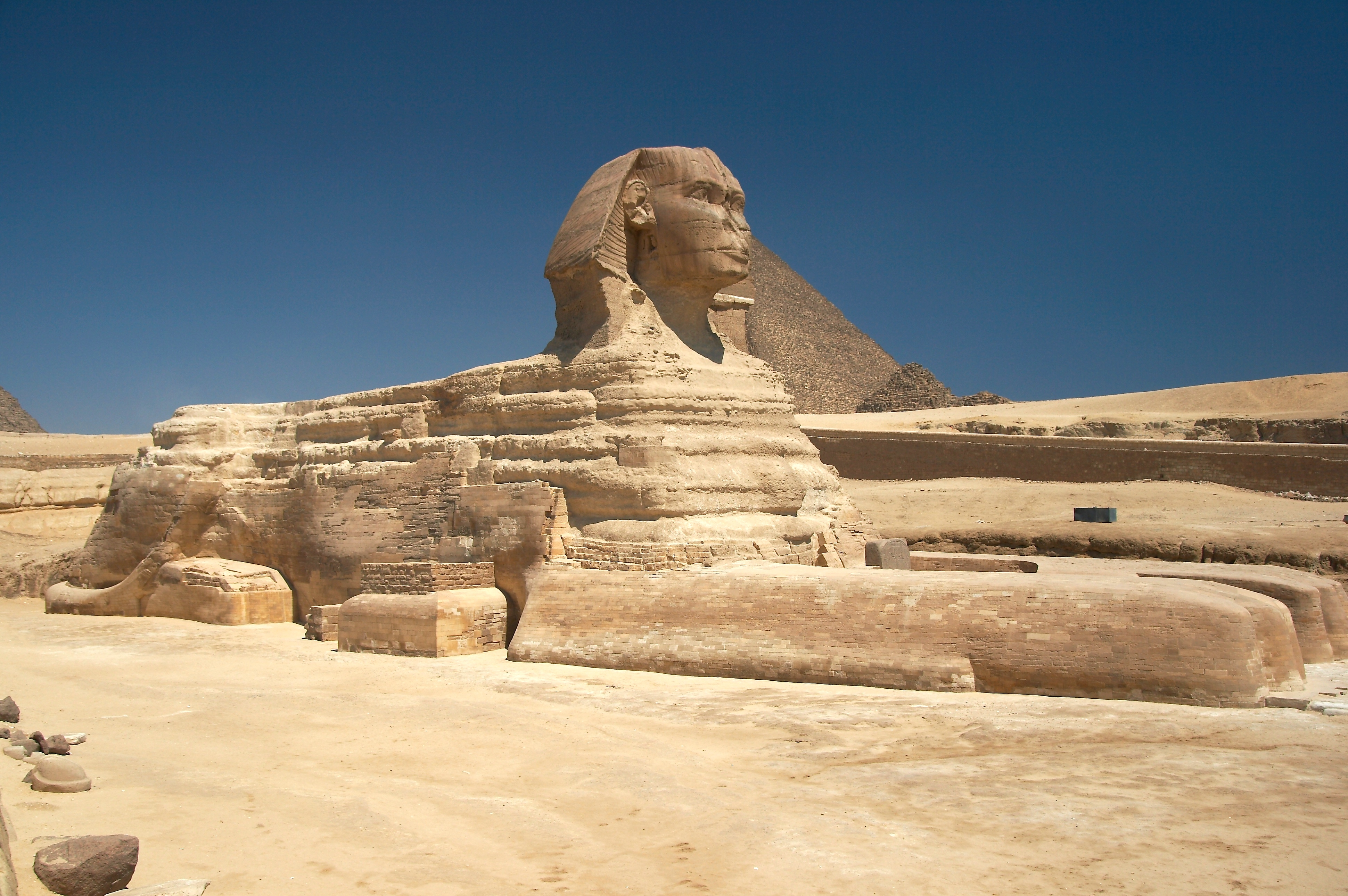
大スフィンクス

クフ王のネクロポリスのピラミッドはギーザ北東の高地地区に建てられた。建造スペースの不足、現地で切り出される石灰岩の不足、そしてダハシュールの緩い地盤によって、クフは前王スネフェルのネクロポリスから北へ移動せざるを得なかったのかもしれない。クフは自然高地の最高地点を選んだため、彼によって建造されたピラミッドは広範囲から見られるようになった。クフは彼のネクロポリスをアケト・クフ（Akhet-Khufu クフの地平線）と呼ぶことを決めた
大ピラミッドは基底部の大きさが230.4 x 230.4メートル、現在の高さは138.8メートルである。かつては146.5メートルの高さであったが、ピラミディオンと石灰岩の外装材が盗まれて完全に失われてしまったため低くなった。外装材が存在しないことで、ピラミッドの中核部分を完全に見ることができる。概ね荒く削られた暗色の石灰岩のブロックを使用して少しずつ建てられていた。外側を覆う外装材は白に近い色の石灰岩で作られており、外装のための角柱は最終位置で細かく研磨されていた。ピラミッドを完全に覆った真新しい外装材はピラミッドを明るく輝かせた。ピラミディオンはエレクトラムで覆われていた可能性があるが、今日まで考古学的証拠はない。内部の廊下と部屋は磨き上げられた花崗岩の壁と天井を持っている。花崗岩はクフ王時代に知られていた素材の中で最も固いものであった。使われているモルタルは石膏、砂、砕いた石灰岩、そして水の混合物であった。
このモニュメントは北側にオリジナルの入口を持っている。そして三つの部屋、即ち最上層の王の埋葬室（王の間）、中央に王像の間（誤って女王の間と呼ばれている。）、そして未完成の地下室（地下の間 underworld chamber）がピラミッドの下に構築されている。埋葬室は花崗岩でできた巨大な石棺によって判別できるが、「女王の間」の用途は依然として論争中である。それはクフの魂（カー）の像（Ka-statue）のセルダブ（serdab）かもしれない。地下の間は謎のままである。それは未完成のままであり、南に向かう勾配の厳しい廊下が地下室の南面西端に出る。東側中央にある未完成の竪坑は、地下室が三つの部屋の中で最も古いもので元来の建設計画はいくつかの部屋と廊下からなるシンプルな構造体であったことの証左かもしれない。しかし未知の理由によりその建設は中止され、さらに二つの部屋がピラミッド内に建設された。大回廊と呼ばれる大空間が王の間に繋がっており、その高さは8.7メートル、長さは46.1メートルである。この回廊は王の間にかかる石塊の重量を周囲のピラミッドの構造に逸らすという、重要な静力学的機能を持つ。
クフのピラミッドは壁で囲われており、各々の壁はピラミッドから10.1メートル離れていた。ピラミッドの真正面に当たる東側の敷地に葬祭殿が建てられていた。その基礎は黒い玄武岩で作られており、大部分は現存している。柱と門は赤い花崗岩で作られており、天井の石は白い石灰岩であった。現在神殿には何も残されていない。葬祭殿から692mの長い舗装路が、かつて谷の神殿（Valley temple）へと延びていた。この谷の神殿は葬祭殿と同じ石で作られていたかもしれないが、基礎部分が現存していないので元々の構造と規模は不明なままである。
東側にはクフのネクロポリスの東墓地（East Cemetery）が広がっている。ここには王子と王女達のマスタバ墓がある。三つの小さな衛星ピラミッドがあり、女王ヘテプヘレス（G1-a）、メリタテス1世（G1-b）、そして恐らくヘヌトセン（G1-c）の物である。これらはクフのピラミッドの南東角に建てられた。女王のピラミッドG1-b、G1-cに隣接して、クフのカルト・ピラミッド（cult pyramid）が2005年に発見された。その南側の敷地に更にマスタバとクフ王の船がある。西側の敷地には西墓地（West Cemetery）があり、最高位の役人と神官が葬られている。
クフのネクロポリスの一角に有名なギーザの大スフィンクスがある。73.5 x 20.11メートルの巨大な石灰岩製の像で、ライオンの体に人間の頭を持った姿で横たわり、王の象徴であるネメス帽で飾られている。このスフィンクスはギーザの台地から直接削り出され、元々は赤、黄土、緑、そして黒で塗装されていた。誰が建造を命じたのかについて今日まで熱心に議論されている。最も可能性が高い候補はクフ、彼の年長の息子ジェドエフラー、そして若年の息子カフラーである。それを確定する困難の理由の一つは完全な状態で残るクフの像がないことにある。ジェドエフラーとカフラーの顔はどちらもスフィンクスにとても似ているが、完全に同一ではない。もう一つの謎はスフィンクスの元来の宗教的、象徴的機能についてである。スフィンクスは遥か後に、ヘル・イム・アケト（Heru-im-Akhet, Hârmachís（ハルマチス）地平線のホルス）とエジプト人から呼ばれ、アブ・エル・ホル（Abu el-Hὀl 恐怖の父）とアラブ人から呼ばれた。しかし、スフィンクスは王の寓意的、神秘的表現であり、単にギーザの神聖な墓地の守護者であるのかもしれない。

## 後世のエジプトの伝承の中のクフ

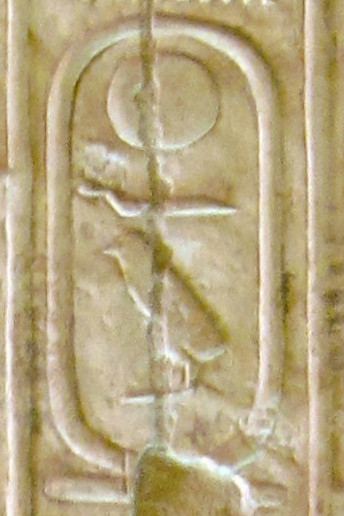
アビュドス王名表に記されたカルトゥーシュ名 ケフ（Chefu）

### 古王国
クフ王の葬祭儀式（mortuary cult）は古王国の間続けられていた。第6王朝が終わる時点までに、少なくても67人の葬儀司祭とネクロポリスで働く6人の独立した役人が死者の魂に仕えていた事が考古学的に証明されている。彼等のうちの10人は既に第4王朝末期に勤務していた（うち7人は王族であった）。28人は第5王朝の間に、29人は第6王朝の間に勤務していた。これはクフの葬祭儀式の際立った特徴である。クフの有名な（継）父スネフェルは同じ期間に18人の司祭から礼拝を受けた。同様にジェドエフラーは8人のみ、カフラーは28人である。このような葬祭儀式は国家経済にとって極めて重要であった。なぜならばこの葬儀のために特別な領地が設けられていたからである。だが、第6王朝の終焉までにこのような領地の数は急激に減った。第7王朝の始まりと共に領地の名前はもはや伝わらなくなった。

### 中王国
ワジ・ハママトに第12王朝の時代に遡る石碑がある。この石碑には5つのカルトゥーシュ名が列挙されている。即ちクフ、ジェドエフラー、カフラー、バウエフラー、ジェドエホルである。王達の名前がカルトゥーシュの内側に記述されているので、バウエフラーとジェドエフホルはしばしば短期間王として統治したとされる。しかし、同時代史料は彼らを単なる王子としている。クフが含まれるこのリストは、彼と彼の後継者達が守護聖人として崇拝されたことを示しているのかもしれない。この説は、ワジ・ハママトの旅行者の巡礼地であるコプトスのクフの名前が書かれているアラバスター製の船のような発見によって後押しされている。
第13王朝時代に書かれた、クフについて語る文学作品の傑作は有名なウェストカー・パピルスであり、その中でクフは魔法の脅威を目撃し、魔法使いジェディから預言を受ける。物語の中で、クフには評価が難しい人物として描かれている。一面ではジェディが主張する魔法の力を試すために囚人の斬首を決定するよう時のように無慈悲に描かれている。他方では、クフは好奇心が強く合理的で寛容な人物として描写されている。彼はジェディの非難と囚人の斬首についての代替案を受け入れ、ジェディの預言の状況とその内容に疑問を呈し、最後にはこの魔法使いに気前良く報酬を与えている。
クフの矛盾した描写は今日、エジプト学者と歴史家達の大きな論争の対象である。特にアドルフ・エルマン、クルツ・ハインリヒ・シータ、ウォルフガング・ヘルクのような初期のエジプト学者と歴史家達は、クフの人格を無情な罪深い物と評価した。彼らは古代ギリシアのヘロドトスとディオドロスの記録に依っていたが、古代ギリシアの歴史家達は大げさでネガティブな人格イメージをクフについて述べている。これはエジプト人自身が常に伝承してきたクフの矛盾した（ポジティブな面も含む）伝統を無視している。

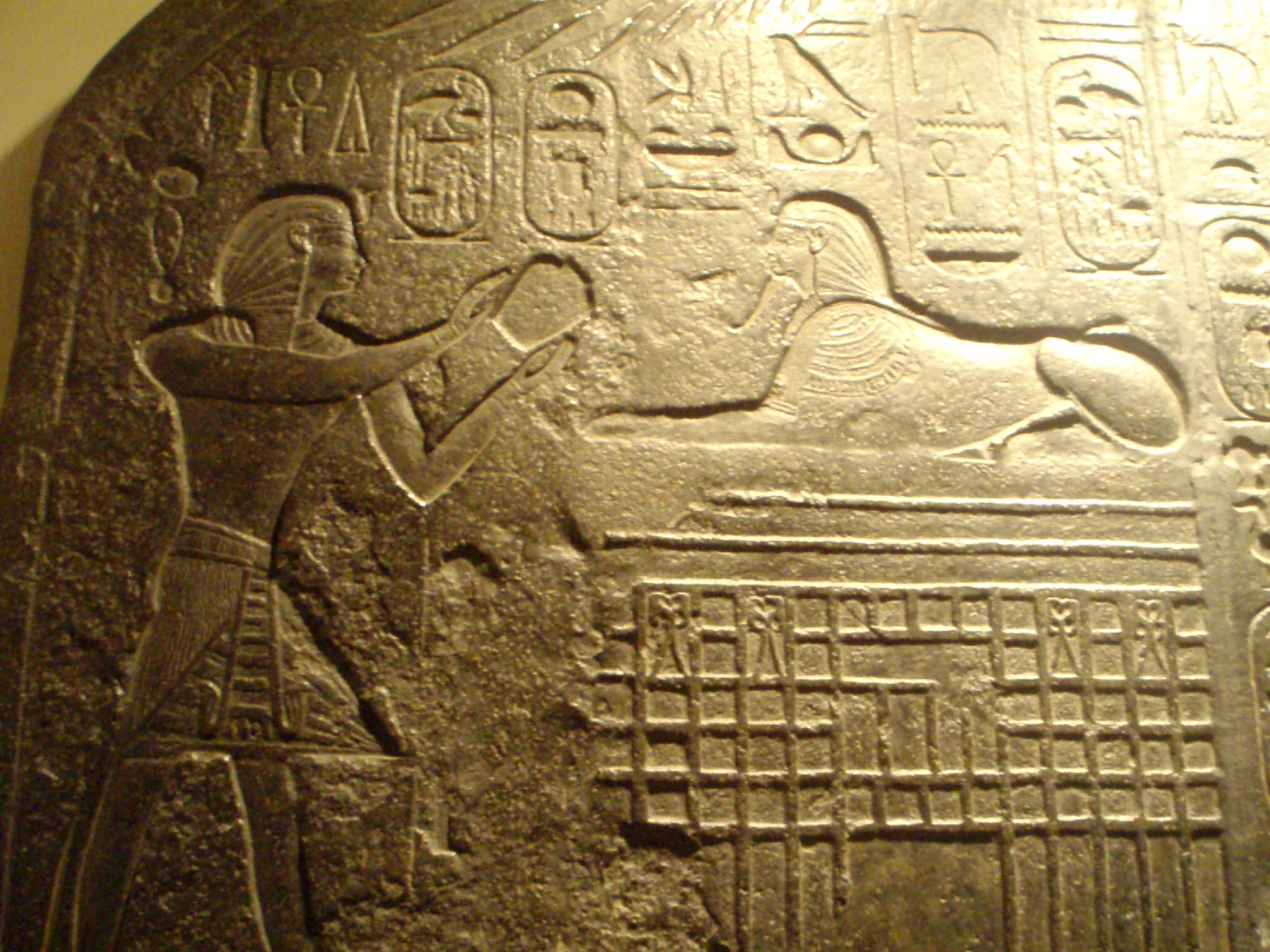
夢の碑文のクローズアップ

しかし、ディートリヒ・ウィルドゥングのような他のエジプト学者は、クフの命令を慈悲の行為として見る。ジェディが実際に彼の魔法のトリックを実行していたならば囚人は蘇っていたであろう。ウィルドゥングはジェディが（囚人の首を切る事を）拒否したのは、エジプト人が人命に対して示した尊敬を示すものだと考える。古代エジプト人は暗黒の魔術やそれに類する邪悪な行いに人命を用いるべきではないという見解を持っていた。ヴェレーナ・レッパー（Verena Lepper）とミリアム・リヒタイム（Miriam Lichtheim）はクフの評価し難い描写は物語の作者による意図的な物であろうと考えている。彼はこのキャラクターを神秘的に描きたかったのである。

### 新王国
新王国の時代、クフのネクロポリスと地域の葬祭儀式が新たに組織された。ギーザは再び経済的、宗教的に重要な土地となった。第18王朝の王アメンヘテプ2世の時代、記念堂と王家の栄光を示した石碑が大スフィンクスに隣接して建てられた。彼の息子で後継者のトトメス4世は砂の中からスフィンクスを掘り出し、その正面の足の間に「夢の碑文」として知られる記念碑を建てた。どちらの碑文の内容もよく似ているが、いずれもスフィンクスの真の建造者に迫れるような、説得力のある情報は提供していない。

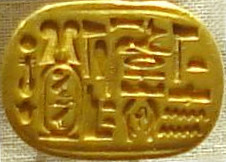
クフの名前を刻んだカルトゥーシュのあるシールリング（第26王朝）

第18王朝の終わりにクフのネクロポリスの衛星ピラミッドG1-c（これは女王ヘヌトセンのものである）に女神イシスの神殿が建設された。第21王朝の時代にこの神殿は拡張され、そして第26王朝の時代にも拡張は継続された。この時代から、「イシスの神官」（Hem-netjer-Iset）でありまた「クフの神官」（Hem-netjer-Khufu）でもあった者たちがここで働き始めた。同じ王朝の時代の神官ネフェルイブラー（Neferibrê）の名前のある黄金のシールリング（印章が取り付けられた指輪）がギーザで発見されている。

### 末期王朝時代
末期王朝時代、クフの名前をもつ多数のスカラベが、恐らく何らかの幸運のグッズとして民衆に販売された。30個以上のスカラベが現存している。イシス神殿では、イシス神官の紀元前670年から紀元前488年までの家系図が展示されている。同じ時代、クフと彼の妻ヘヌトセンを指し示す有名なInventory Stelaが登場する。だが、現代のエジプト学者はこの時点でクフが依然として王家の祖先として崇拝されていたかどうかには疑問を呈する。彼らはクフが既にイシス神殿の歴史の単なる象徴的要素として見られている可能性が高いと考えている。

## 古代ギリシアの伝承の中のクフ

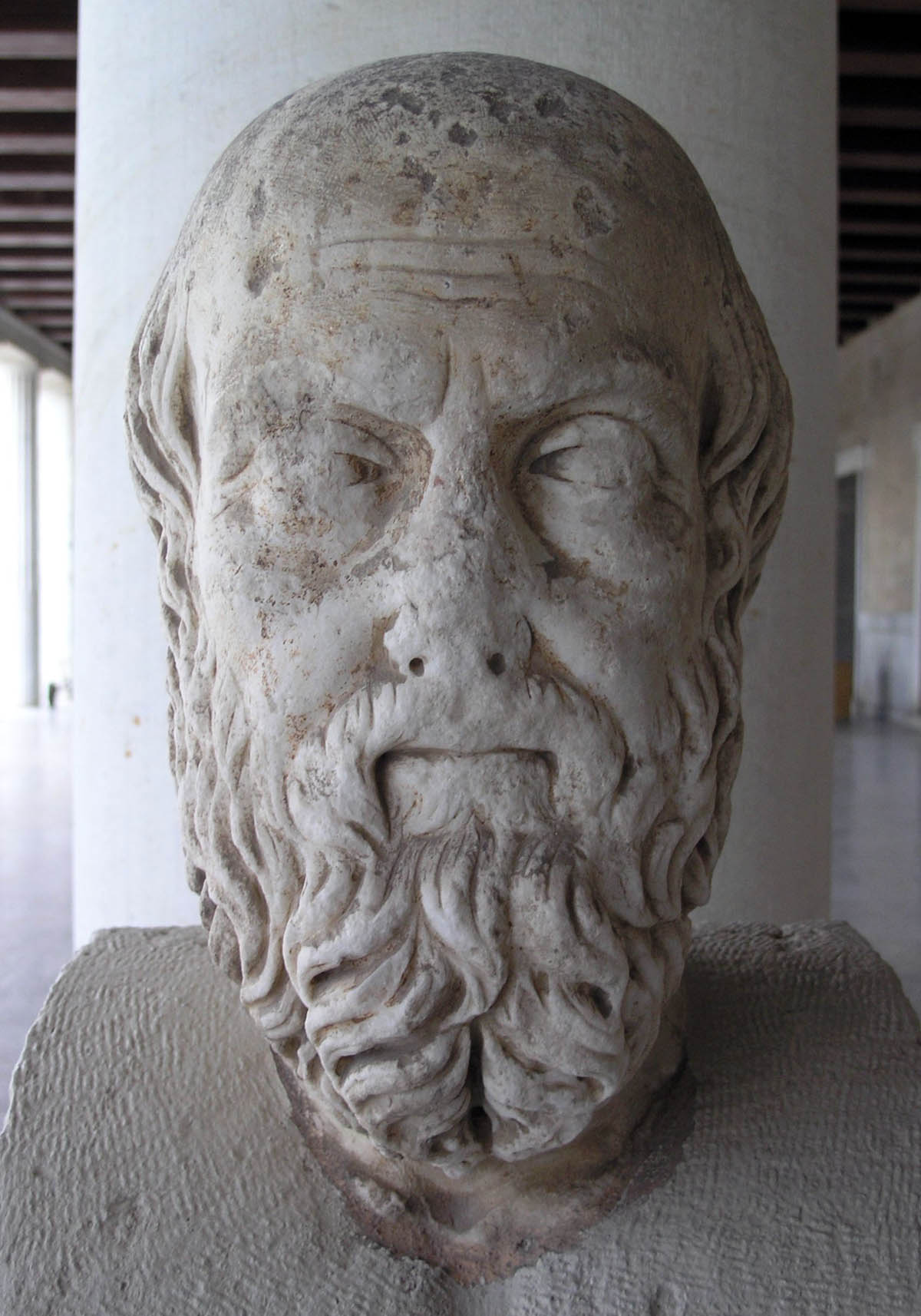
ヘロドトス頭像

### マネト
後世のエジプト人歴史家マネトはクフを「スフィス」（Sûphis）と呼び、その治世を63年間とした。彼はまたクフの大ピラミッド建造に言及する際、ヘロドトスを引用し、「彼はこのピラミッドは「ケオプス」（Khéops）によって建てられたと言っている。」と述べている。明らかにマネトはケオプスとスフィスを別の王だと考えていた。マネトはまた、クフは神々を軽蔑する者となったが後に悔い改め、神聖な書物を書いた事、彼（マネト）がエジプトを旅行中にその本を手に入れた事を書いている。
この「神聖な書物」についての話は現代のエジプト学者に疑問を持たれている。王が本を記し、その書物が容易に売却されることはまず無いことであろうと思われる。

### ヘロドトス
ギリシア人の歴史家ヘロドトスはクフを寧ろ異端者、残酷な独裁者として描写する。彼の文学作品歴史の巻2、124-126に、彼は次のように書いている。
「エジプトではランプシニトス王の時代までは、申し分のない政治が行われ、エジプトの国は大いに栄えたが、彼の後にエジプト王となったケオプスは、国民を世にも悲惨な状態に陥れた、と祭司たちは語っていた。この王は先ずすべての神殿を閉鎖し、国民が生贄を捧げることを禁じ、つづいてはエジプト全国民を強制的に自分のために働かさせたという。アラビアの山中にある石切場から石をナイルまで運搬する役を負わされた者もあれば、船で河を越え対岸に運ばれた石を受け取り、いわゆるリビア山脈まで曳いていく仕事を命ぜられた者たちもあった。常に十万人もの人間が、三カ月交代で労役に服したのである。石材を曳くための道路を建設するのに、国民の苦役は実に十年にわたって続いたという。この道路というのが、全長二十五スタディオン、幅十オルギュイア、高さはその最も高い地点で八オルギュイアあり、さまざまの動物の模様を掘り込んだ磨いた石で構築したもので、私の思うには、これはピラミッドにもあまり劣らぬ大変な仕事であったに相違ない。なお右の十年間には道路のほかに、ピラミッドの立つ丘の中腹をえぐって地下室も造られた。これは王が自分の葬室として造らせたもので、ナイルから掘割を通して水をひき、さながら島のように孤立させてある。
さてこのピラミッド建造に用いられた方法は階段式の構築法で、この階段（アナパトモス）のことを、クロッサイ（「胸壁」）という人もあり、またボーミデス（「祭壇の階段」）の名で呼ぶ人もある。はじめにこのような「階段」を作ってから、寸の短い材木で作った起重装置で残りの石を揚げるのであるが、まず地上から階段の第一段に揚げる。石がここに揚ってくると、第一段に備えつけてある別の起重機に積んで二段目に引き上げられる。階段の段の数だけ起重機が備えてあったと考えられるからであるが、あるいはしかし、起重機は移動し易いものが一基しかないのを、石をおろしては順々に上の段へ移していったのかもしれない。両様の方法が伝えられているので、われわれも伝承に従って二つながら記しておこうと思うのである。さて最初にピラミッドの最後部が仕上げられ、つづいてそれに接続する部分という風にして、最下段の地面に接する部分が最後に完成されたのである。ピラミッドにはエジプト文字で、労務者に大根、玉葱、ニンニクを支給するために消費した金額が記録してある。私は通訳がその文字を読んで聞かせてくれたことをよく記憶しているが、その金額は銀千六百タラントンにものぼっていた。もし記録のとおりであったとすれば、工事用の鉄製品や、労務者たちの主食や衣類を賄うのに支出されたその他の費用は、一体どれほどの額に上ったものであろうか。右の建造物を建てるのに前述の時間を要したほか、石を切り出して運び、また地下の掘割を開墾するのにも、少なからぬ時間を費したに相違ないと、私には思われるからである。

ケオプスの悪行は限りを知らず、果ては金に窮して己れの娘を娼家に出し、なにがしかの金子 - その額は祭司たちも言わなかった - の調達を命ずることまで敢えてしたという。娘は父に命ぜられた額の金を調達したが、娘は自分のためにも何か記念になるものを後世に残したいと考え、自分の許へ登楼してくる客の一人一人に自分のために工事用の石を一個ずつ寄進してくれと頼んだという。祭司たちの話では、大ピラミッドの前面にある三基のピラミッドの中央のものは、こうした石で造られたものであるという。このピラミッドの各辺の長さは一プレトロン半もある。」
カフラー王についての話も同じである。彼はクフの後継者として描かれ、同様に悪であり56年間統治したとする。歴史巻2, 127-128で彼は以下のように書いている。
「彼の死後はその弟ケフレンが王位を継いだという。この王も万事先王と同じ流儀を通した人物で... ケフレンの在位は五十六年に及んだという。エジプト人はこの百六年という年数を数えて、この期間エジプトの国民は言語に絶した苦難に沈み、神殿もこのような長期にわたって閉鎖され開かれなかったといっているのである。」
ヘロドトスはこの邪悪な王達の物語を歴史巻2-128で次のように締めくくっている。
「エジプト人は憎しみの念からこれらの王の名を口にしたがらない。ピラミッドを呼ぶのですら、ビリティスという当時そのあたりで家畜を飼っていた牧夫の名を附けて呼んでいるくらいである。」

### シケリアのディオドロス
古代の歴史家ディオドロスは、後世クフは彼自身の国民から余りにも忌み嫌われており、葬儀を行う神官達は石棺とクフの遺体を、隠された別の墓に秘密裡に移したと主張している。この叙述で彼はギリシアの学者の見解を強化し確認した。つまりクフのピラミッド（他の二人のピラミッドも同様）は奴隷労働の結果であったに違いないという見解である。しかし同時に、ディオドロスはヘロドトスからは距離を置いており、ヘロドトスは「御伽噺と滑稽なフィクションのみを伝える」と論じている。ディオドロスは彼の時代のエジプト人がピラミッドの建造者が誰かという事を自分に説明できなかったと主張する。彼はまた、通訳を本心から信用してはいないと述べており、本当の建築者はクフではなく誰か別人かもしれず、クフのピラミッドはハルマイス（Harmais）という名前の王が建てた物で、カフラーのピラミッドはイアフメス2世（アマシス2世）によって建てられたと考えられ、メンカウラーのピラミッドは恐らくイナロス1世によるものとしている。
ディオドロスはクフのピラミッドは美しく白く覆われていたと述べているが、その上には蓋がされていると言っている。従ってピラミッドには既にピラミディオンは無かった。彼はまた、ピラミッドは最後の石灰岩の外装材で仕上げられる時に除去された傾斜路を用いて建てられたと考えている。ディオドロスは総労働者数は300000人であり、建築作業は20年続いたとしている。
ディオドロスの記録はヘロドトスの物より信憑性があるという評価を受けることがある。なぜならディオドロスは明らかにヘロドトスよりもずっと批判的な視点を持って説話を収集したからである。

## アラブの伝承
642年、アラブ人がエジプトを征服し、ギーザのピラミッド群に到着すると、彼らも誰がこれを建造したのかという説明を求めた。この時期までにエジプトの住民は誰も古代エジプト語を話せなくなっており、エジプトのヒエログリフを翻訳することができる人間もいなくなっていた。結果、アラブの歴史家達は自分達の説と物語を用意した。
アラブの伝承においてピラミッドは神秘と驚異を感じさせるものとして語られているが、ピラミッド自体の建設者としてのクフの記憶は残されてはいなかった。13世紀のエジプトの学者イドリースィー（地理学者として著名なムハンマド・アル＝イドリースィーとは別人）はピラミッドを建造した人物についての考察の中で、複数の説の中の検証に適う説として古代エジプトの王ス―リード（Saurid）に言及している。ス―リードの伝承はしばしばコプト人の伝説と結びつけられ、エジプトにおける土着の伝承であると考えられていた。また、彼はもう1つの意義ある説としてイドリース（Idris）によるとする説も伝えている。イドリースは『旧約聖書』のエノクおよび古代の知識の体現者ヘルメス・トリスメギストスと同一視されていた人物である。
ピラミッドについて最も良く知られた話は、1430年にムハンマド・アル＝マクリーズィー（1364-1442）によって書かれた『街区と遺跡の叙述による警告と省察の書』（Hitat 正式名はal-Mawāʿiẓ wa-’l-iʿtibār fī ḏikr al-ḫiṭaṭ wa-’l-ʾāṯār）に見られるものである。この本は大ピラミッドについて集められたいくつかの説と神話を掲載している。アル＝マクリーズィーは、ピラミッドの建設者を聖書のアマレク人からとって、ス―リード（Saurid）、サルーク（Salhuk）、またはサルジャク（Sarjak）と名付けている。彼は神が定めた災厄、即ち（ノアの）大洪水が地上を襲うという警告を預言者たちから受け、財宝と知恵の書物を守るために三つのピラミッドをギーザに建てたという。

## 現代のエジプト学における評価
エジプト学者はクフの評価が時と共にどのように変化したか、その理由と原因を調べた。近年の調査によって、同時代資料、後のギリシア語とコプト語の文書が伝えるクフの評価がゆっくりと変化し、ギリシアとプトレマイオス朝時代にはまだ肯定的な評価が勝っている事が明らかとなった 。例えば、アラン・B・ロイド（Alan B. Lloyd）は第6王朝の文書と碑文にあるメナト・クフ（Menat-Khufu クフの看護師）と呼ばれる重要な都市の存在を指摘している。この都市は中王国時代の間は未だ高い評価を維持していた。ロイドはこのような類の都市名は、評判の悪い（または少なくても疑わしい）王の名前から選ばれないと確信している。更に、彼はギーザの外でもクフのために葬祭儀式が行われた場所が膨大にある点を指摘した。これらの葬祭儀式はサイス朝時代（第26王朝）とペルシアの支配の時代（第27王朝）でも実施されていた。
第一次ペルシア支配時代の有名な嘆きの書は過去の記念碑的な墳墓について興味深い視点を示している。これらはその頃には虚栄心の証拠と見なされていた。しかし、これらは王自身についての否定的な評判を示唆するものではないので、クフを否定的に評価するものではない。
現在のエジプト学者はヘロドトスとディオドロスの伝える話は、著者の時代の価値観に基づいて名誉を損なうものであると評価している。エジプト学者達はまた、古典古代の著作家達はクフの時代から2000年程も後の時代を生きていることを強調し、その伝承の信憑性に対して注意するよう呼び掛けている。確かに彼等が利用できた情報源には限界があった。付け加えてエジプト学者達は古代エジプト人達の価値観、が古王国時代から完全に変わっている点を指摘する。ギーザのピラミッド群のような特大の墳墓はギリシア人や新王国の神官達さえ悪い意味で驚かせていたに違いない。なぜならば彼らに確実に異端の王アクエンアテンと彼の巨大な建築プロジェクトを連想させたからである。この極めて否定的なイメージは明らかにクフと彼のピラミッドに投影された。この見方はクフの生前には貴重な石を作った特大の彫像の作成と設置が王にのみ許されていたという事実によって増大された可能性がある。葬祭殿と神殿の神官達はギリシア人の著作家の時代には、誇大妄想的な性格の結果とする以外、クフによって建てられたこの堂々たるモニュメントとクフ王像について説明をすることができなかった。これらの見解とその結果についての話はギリシア人の歴史家によって熱心に拾い集められたため、クフについての否定的な評価が作り出された。なぜなら、このようなスキャンダラスな物語は、聖徳の王について語るよりも読み手に好まれたからである。
更に複数のエジプト学者達は、大プリニウスやフロンティヌス（70年頃出生）のようなローマ時代の歴史家がギーザのピラミッドを嘲ることを躊躇しなかった事を指摘する。フロンティヌスはこれらを「他愛のないピラミッド、ローマの放棄された水道橋に不可欠な構造を含んでいる」とし、大プリニウスは「無益な愚かな王家の虚飾」と描写した。エジプト学者はこれらの批判に、政治的、社会的な意見を刺激する意図をはっきりと見ている。だが、これらのモニュメントの意図は忘れ去られたものの、建造者の名前は不滅のままであった。
このようなギリシア人とローマ人の間に広まっていたクフの悪い評判の別の手がかりは、クフの名前のコプト語文書にあるかもしれない。エジプトのヒエログリフの形成する「クフ」（Khufu）は、コプト語ではシェフェト（"Shêfet"）と読まれた。これは当時の言葉では「悪運」または「罪深い」という意味になったであろう。後にコプト語の読みでは「クフ」（Khufu）の発音が「シュフ」（Shufu）となり、それがギリシア語文書に登場する「スフィス」に繋がった。コプト語の「クフ」の読みにある良くない意味合いが、ギリシア人とローマ人の著作家に無意識のうちに影響を与えたかもしれない。
他方では、一部のエジプト学者達は古代の歴史家達はこれらの物語の情報源を神官達からだけではなく、ネクロポリスの建設の時代に近い時代の人々にも持っていた考えている。「平民」（simple folk）の間でもまた、ピラミッドについて否定的、批判的な意見が伝承されていた可能性がある。神官による葬祭儀式は確かに伝統の一部であった。ただ言い添えるならば長年に渡る文学的伝統はクフの人気を証明しない。クフの名前が古くからの文学的伝統の中で生き延びていたとしても、異なる文化の輪がクフの人格や歴史的行為について異なる視点を育んでいた。
現代のエジプト学者と歴史学者達はアラビアの説話の信憑性についても注意を呼び掛けている。古代のアラブ人は厳格な宗教的信念により唯一の神が存在すると認識していたため、他の神々に言及することができなかった。結果として、エジプトの王と神々を聖書の預言者と王達に置き換えた。エジプトの神トト（ギリシア人には「ヘルメス」と呼ばれていた）は、預言者の名にちなんでエノクと名付けられた。クフは既に述べたように「サウリド」「サルーク」または「サルジャク」と名付けられたが、異なる物語ではしばしば預言者の名前サッダード・ビン・アド（Šaddād bīn 'Âd）に置き換えられた。更に学者達はアル・マクリーズィーの記述の中にいくつかの矛盾を指摘している。例えば、ヒタート（Hitat）の最初の章では、コプト人達はエジプトへのアマレク人の侵入を否定し、ピラミッドはサッダード・ビン・アドの墓として建てられたと言っている。しかし、後の別の章では、アル・マクリーズィーはコプト人達がサウリドがピラミッドの建造者であると言っていると主張する。

## ポップ・カルチャーの中のクフ
その知名度故に、クフはアクエンアテンやネフェルティティ、ツタンカーメンのような著名な王、女王たちと同じく現代の創作の題材とされる。クフは映画、小説、ドキュメンタリーなどに登場する。1827年、女流SF作家ジェーン・ルードン（Jane C. Loudon）は小説『The Mummy! A Tale of the 22nd Centuryを執筆した。この小説では技術的には高度に発達したが道徳を完全に失った22世紀の市民を描いている。クフのミイラだけが彼らを救う事ができる 。1939年、ナギーブ・マフフーズはウェストカー・パピルスの物語に着想を得た小説Khufu's Wisdomを執筆した。1997年、フランス人作家ギー・ブラッシェ（Guy Brachet）は全5巻からなるシリーズLe roman des pyramidesのうち最初の2つ（Le temple soleil と Rêve de pierre）でクフと彼の墓をテーマとした。2004年、ページ・ブライアントはクフの天の出自を取り扱ったSF物語The Second Coming of the Star Godsを執筆した。レイモンド・マイヨートに書かれた2010年の小説The Legend of The Vampire Khufuは、ピラミッドで吸血鬼として目覚めるクフ王を取り扱う。
クフ、または少なくても大ピラミッドをテーマとして取り扱う、良く知られた映画には、クフの大ピラミッドについての架空の設定で造られたハワード・ホークス監督の1955年の映画『ピラミッド』と、地球外の装置がピラミッドそばで発見されるローランド・エメリッヒによる1994年の映画スターゲイトがある。
クフと彼のピラミッドはまた、疑似科学的な学説でよく引き合いに出される。クフのピラミッドは地球外知的生命体の助けを借りて建設されたという、考古学的証拠を完全に無視するか変造する説がそれである。
地球近方軌道を持つ小惑星3362番はクフの名前が与えられている。
クフと彼のピラミッドは、トゥームレイダー4 ラストレベレーションのようなコンピューター・ゲームでも参考にされている。ラストレベレーションでは、プレイヤーはクフのピラミッドに入り、最後のボスであるセトと対峙する。別の例としてはゲームボーイのダックテイルズ2がある。このゲームではプレイヤーは罠が仕掛けられたクフのピラミッドを、スクルージ・マクダック（Uncle Scrooge）を誘導して通過しなければならない。